# Maximum Violence
Maximum Violence – trzeci album studyjny amerykańskiej grupy muzycznej Six Feet Under. Wydawnictwo ukazało się 7 lipca 1999 roku nakładem wytwórni muzycznej Metal Blade Records.
W ramach promocji do utworu "Victim Of The Paranoid" został zrealizowany teledysk. Płyta zadebiutowała na 30. miejscu listy Top Heatseekers w Stanach Zjednoczonych.

## Lista utworów
1. "Feasting on the Blood of the Insane" - 4:32
2. "Bonesaw" - 3:08
3. "Victim of the Paranoid" - 3:06
4. "Short Cut to Hell" - 3:12
5. "No Warning Shot" - 3:05
6. "War Machine" (cover KISS) - 4:27
7. "Mass Murder Rampage" - 3:10
8. "Brainwashed" - 2:43
9. "Torture Killer" - 2:43
10. "This Graveyard Earth" - 3:27
11. "Hacked to Pieces" - 3:40